# Dream Away
«Dream Away» es una canción del músico británico George Harrison, publicada en el álbum de estudio Gone Troppo (1982). La canción fue también publicada como tercer sencillo de Gone Troppo en Japón en febrero de 1983 y figuró en los créditos finales de la película Time Bandits, el primer largometraje de Terry Gilliam sin los Monty Python y financiada por la compañía de Harrison HandMade Films. Aparte de la banda sonora orquestal de la película, «Dream Away» fue la única canción incluida y compuesta específicamente para el largometraje.
En 2010, «Dream Away» quedó en la octava posición de una encuesta sobre las diez mejores canciones de George Harrison, elaborada por los oyentes de AOL Radio.

## Personal
- George Harrison: voz, guitarra y coros
- Billy Preston: órgano y coros
- Mike Moran: sintetizador, teclados y piano
- Dave Mattacks: batería
- Ray Cooper: percusión y fender Rhodes
- Syreeta: coros
- Sarah Ricor: coros
- Alan Jones: bajo